# عملية زيكيم البحرية
عملية زيكيم هي هجوم وعملية إنزال عسكرية من البحر نفذتها الضفادع البشرية التابعة لكتائب القسام الجناح العسكري لحماس على قاعدة زيكيم العسكرية الإسرائيلية في عسقلان.
ففي مساء الثلاثاء 8-7-2014م نفذت كتائب القسام أول عملية كوماندوز بحري قسامية، وقد نفذها أربعة من مقاتليها من خلال البحر الأبيض المتوسط، حيث هاجموا موقع زيكيم العسكري وقاعدة سلاح البحرية وأوقعوا خسائر محققة في صفوفها وهو ما أكده قائد المجموعة في اتصال مع القيادة، وقد أظهر الفيديو المسرب من داخل الموقع تمكن مجاهدي القسام من ملاحقة آليات الاحتلال وتفجير إحداها من مسافة صفر، وقد استشهد المجاهدون بعد تعرضهم للقصف خلال انسحابهم من الموقع.